# 정다은 (아나운서)
정다은(鄭多恩, 1983년 8월 30일 ~ )은 대한민국의  KBS의 전직 아나운서이며, 2023년 3월 말 퇴사 후 프리랜서를 선언했다.

## 학력
- 동래여자중학교 (졸업)
- 동래여자고등학교 (졸업)
- 서울대학교 언론정보학과 (졸업)

## 경력
- 2002년 2월 ~ 2008년 8월 : G1방송 리포터
- 2008년 9월 ~ 2023년 4월 : KBS 34기 공채 아나운서(KBS창원방송총국 지역근무)
- 2015년 : The K 한국교직원공제회 홍보대사
- 2016년 : 제1회 대한민국 국제물주간 홍보대사
- 2017년 : 환경부 한국환경산업기술부 환경분야인증 (박철민 공동출연)

## 진행

### 텔레비전
| 연도        | 방송사 | 제목                   | 담당      | 진행기간                                                          | 비고                                                             |
| ----------- | ------ | ---------------------- | --------- | ----------------------------------------------------------------- | ---------------------------------------------------------------- |
| 2008        | KBS2   | 1 대 100               | 참가자    | 2008년 1월 22일                                                   | 100인, 38회,                                                     |
| 2009 ~ 2011 | KBS1   | 도전! 골든벨           | MC        | 2009년 12월 6일 ~ 2011년 12월 4일                                 | 504회 부산 금정구 동래여고 ~ 601회(600회 특집 2부 몽골골든벨)    |
| 2011        | KBS1   | 도전! 골든벨           | 내레이션  | 2011년 3월 6일                                                    | 564회 공사창립 특집 - 《만학도 골든벨》                          |
| 2009 ~ 2010 | KBS1   | 세상은 넓다            | MC        | 2009년 9월 10일 ~ 2010년 5월 28일                                 |                                                                  |
| 2009        | KBS2   | 스타! 골든벨(舊,시즌 1 | 참가자    | 2009년 10월 3일                                                   | 255회<추석특집 - KBS 아나운서 총 출동!> 246회 <'스' 라인> 도전석 |
| 2010        | KBS2   | 스타! 골든벨 1학년 1반 | MC        | 2010년 5월 15일 ~ 11월 20일                                       |                                                                  |
| 2011 ~ 2013 | KBS1   | KBS 뉴스광장           | 앵커      | 2011년 1월 8일 ~ 2013년 4월 6일                                   | 토요일                                                           |
| 2011 ~ 2013 | KBS1   | KBS 뉴스광장           | 임시앵커  | 2011년 8월 15일 ~ 19일                                            | 평일                                                             |
| 2011 ~ 2012 | KBS1   | KBS 930 뉴스           | 앵커      | 2011년 1월 1일 ~ 2012년 2월 25일                                  | 토요일                                                           |
| 2012 ~ 2013 | KBS1   | KBS 930 뉴스           | 앵커      | 2012년 4월 14일 ~ 2013년 4월 6일                                  | 토요일                                                           |
| 2011 ~ 2013 | KBS2   | 누가누가 잘하나        | MC        | 2011년 5월 27일 ~ 2013년 4월 26일                                 | [ 3 ]                                                            |
| 2011 ~ 2013 | KBS2   | 사랑의 가족            | MC        | 2011년 11월 7일 ~ 2013년 4월 5일                                  | 월 ~ 목 , 금요일                                                 |
| 2012        | KBS1   | KBS 뉴스 7             | 임시앵커  | 2012년 9월 24일 ~ 26일                                            |                                                                  |
| 2012        | KBS1   | KBS 뉴스 12            | 임시앵커  | 3월 22일                                                          |                                                                  |
| 2021        | KBS1   | KBS 뉴스 12            | 임시앵커  | 3월 2일                                                           |                                                                  |
| 2013        | KBS2   | 해피 선데이            | 출연      | 2013년 2월 24일                                                   | 남자의 자격 코너                                                 |
| 2013 ~ 2014 | KBS2   | 굿모닝 대한민국        | MC        | 2013년 4월 8일 ~ 2014년 10월 31일                                 |                                                                  |
| 2013 ~ 2014 | KBS1   | 남북의 창              | 앵커      | 2013년 4월 13일 ~ 2014년 12월 27일                                |                                                                  |
| 2014        | KBS2   | KBS 2시 뉴스타임       | 임시앵커  | 2014년 11월 24일 ~ 11월 28일                                      |                                                                  |
| 2015 ~ 2016 | KBS2   | 2TV 생생정보           | MC        | 2014년 12월 29일 ~ 2015년 4월 14일                                |                                                                  |
| 2015 ~ 2016 | KBS1   | 튼튼 생활체조          | MC        | 2015년 3월 2일 ~ 2016년 4월 8일                                   |                                                                  |
| 2016 ~ 2017 | KBS2   | KBS 8 아침뉴스타임     | 앵커      | 2016년 4월 25일 ~ 2017년 5월 19일                                 |                                                                  |
| 2016        | KBS2   | 비바! K리그            | MC        | 4월 25일 ~ 11월 7일                                               |                                                                  |
| 2016 ~ 2017 | KBS2   | VJ특공대               | MC        | 2016년 11월 4일 ~ 2017년 5월 19일                                 |                                                                  |
| 2018        | KBS2   | 여유만만               | MC        | 5월 28일 ~ 7월 13일                                               |                                                                  |
| 2018 ~ 2019 | KBS1   | 국악한마당             | MC        | 2018년 6월 30일 ~ 2019년 3월 23일                                 |                                                                  |
| 2018 ~ 2023 | KBS1   | 무엇이든 물어보세요    | MC        | 2018년 9월 3일 ~ 2020년 3월 6일 2020년 5월 11일 ~ 2023년 3월 17일 | [ 4 ] [ 5 ]                                                      |
| 2019        | KBS1   | 6시 내고향             | 임시진행  | 5월 20일~ 5월 24일                                                | 6777회(다시보기 불가)~6781회                                     |
| 2020        | KBS1   | 시니어토크쇼 황금연못  | 임시진행  | 10월 17일                                                         |                                                                  |
| 2023        | KBS1   | 시니어토크쇼 황금연못  | 임시 패널 | 3월 4일                                                           | 409회                                                            |

### 라디오 방송
| 연도        | 방송사   | 제목          | 담당      | 비고                             |
| ----------- | -------- | ------------- | --------- | -------------------------------- |
| 2014 ~ 2017 | KBS 쿨FM | 상쾌한 아침   | DJ        | 2014년 4월 7일 ~ 2017년 5월 28일 |
| 2020        | KBS 쿨FM | FM대행진      | 스페셜 DJ | 2020년 1월 15일                  |
| 2020        | KBS 쿨FM | 뮤직쇼        | DJ        | 2020년 8월 10일 ~ 9월 13일       |
| 2022        | KBS 쿨FM | 미스터 라디오 | 스페셜 DJ | 2022년 3월 21일                  |